# Irbejszkoje
Irbejszkoje (oroszul: Ирбейское) falu Oroszország ázsiai részén, a Krasznojarszki határterületen, a Irbejszkojei járás székhelye.
Népessége: 4687 fő (a 2010. évi népszámláláskor).

## Elhelyezkedése
Krasznojarszktól 170 km-re északkeletre, a Kan bal partján helyezkedik el.  Bekötőúttal (41 km) kapcsolódik az R255-ös főúthoz. Az azonos nevű vasútállomás 8 km-re van a falutól, a Tajset–Abakan vasútvonalon, melyen 1965-ben indult meg a forgalom.

## Szénbányászat
A járás területén nagy barnaszén lelőhely található. A falutól 11 km-re kialakított külfejtésen 2000-ben kezdődött a termelés. A bányászott szén legnagyobb részét az Irkutszki terület hőerőműveiben hasznosítják, kb. 20%-a helyben kerül felhasználásra.